# (77441) Jouve
(77441) Jouve (2001 HU) – planetoida z pasa głównego asteroid okrążająca Słońce w ciągu 4,25 lat w średniej odległości 2,62 j.a. Odkryta 18 kwietnia 2001 roku.